# Беляев, Куприян Павлович
Куприян Павлович Беляев (1904 — март 1981) — старший агроном семеноводческого совхоза «Сибиряк» Министерства совхозов СССР Тулунского района Иркутской области, Герой Социалистического Труда.

## Биография
Ветеран Великой Отечественной войны. Был награждён орденом Отечественной войны 2-й степени, орденом Красной Звезды, Славы 3-й степени; медалями «За отвагу», «За победу над Германией». В последние годы работал на общественных должностях в Иркутском областном управлении сельского хозяйства, писал статьи в региональной прессе об улучшении эффективности в сельскохозяйственном производстве.

### Трудовой подвиг
Указом Президиума Верховного Совета СССР от 3 мая 1948 года старшему агроному совхоза «Сибиряк» Куприяну Павловичу Беляеву, получившему в 1947 году урожай ржи почти 31 центнер с гектара на площади 82 гектара, присвоить звание Героя Социалистического Труда с вручением ордена Ленина и золотой медали «Серп и Молот».